# Élections municipales partielles françaises de 1981
Des élections municipales partielles ont lieu en 1981 en France.